# ハバロフスク放射線事故
2024年4月5日、中国と国境を接するロシア極東の都市ハバロフスク（人口約62万人）にて、居住地区から約2.5キロ離れた送電鉄塔付近で放射線量の上昇が検出されたことにより非常事態宣言が発令された。その後、放射線源は放射性セシウムのカプセルであることが判明した。

## 発見と対応
3月28日、ハバロフスクの工業地帯から2.5キロ離れた送電鉄塔で潜在的な放射線源が発見された。住民は緊急通報受理機関に通報したが、ロシアの放射能管理団体であるECHOが4月3日に先着し、対応機関が到着したのは4月4日となった。ECHOは ノーヴァヤ・ガゼータ 紙にこう返答している。「発見した住民はただその近くを通りかかっただけだったが、私は現場に行き、そこで送電線の近くに興味深い「発見物」を見つけた。その住民は数日間にわたりロシア民間防衛問題・非常事態・自然災害復旧省に通報していたが、私たちボランティアは4月3日にすでに現地を訪れたのだ。」 
現地に到着したボランティアは、0.5μSv（マイクロシーベルト）のバックグラウンド放射線より1600倍高い800μSv（マイクロシーベルト）の放射線量を検出した。また、防護服を着た男性が放射線測定器を持ちながら廃棄物処理場に近づき、近づくにつれて放射線量が増えていると発言した映像もソーシャルメディアにアップされた。
4月5日に非常事態宣言が市の当局より発令され、周辺900平方メートルの範囲が封鎖された。 同市の民間防衛部長アンドレイ・コルチンは、非常事態宣言の発令は専門家による迅速な作業を可能にするためだとしている。 初報によると住民に負傷者や放射線被ばく者はおらず 当局から健康上のリスクはないと住民に通知された。 放射線量の異常な増加は線源の近傍でのみ観測され、立ち入り禁止区域外では過量な放射線は記録されなかった。
放射線源は検出器に内蔵されていた放射性セシウムのカプセルであることが明らかになった。撤去後、当局はカプセルに対してさらなる調査を続けると述べた。
4月8日に非常事態宣言は解除された

## 環境への影響
放射線源の位置が特定された後、放射線源は保護容器に密封され、核廃棄物貯蔵施設に運搬された。当局は環境汚染は認められなかったと述べた。

## 歴史的背景
ハバロフスクに放射線事故が過去に発生した例はない。しかし、放射線漏洩による事故は大衆にチェルノブイリ原子力発電所事故やニョノクサ爆発事故を想起させる結果となった。